# امریکن واتر
امریکن واتر (انگلیسی: American Water) شرکت خدمات عمومی آمریکایی است، که در سال ۱۸۸۶ توسط جیمز کوهن تأسیس شد.